# La Vie promise
Pour les articles homonymes, voir La Vie promise (homonymie).
La Vie promise est un feuilleton télévisé québécois en 71 épisodes de 25 minutes scénarisé par Marcel Dubé et diffusé entre le 15 septembre 1983 et le 3 juin 1985 à la Télévision de Radio-Canada.

## Synopsis
« La Vie promise » raconte l'histoire de deux familles de milieux différents unies par l'amour qu'éprouvent leurs enfants l'un pour l'autre.

## Fiche technique
- Scénariste : Marcel Dubé
- Réalisation : René Verne, Jean-Paul Leclerc, Gilles Sénécal, Geneviève Houle, Florent Forget, Céline Hallée et Aimé Forget
- Société de production : Société Radio-Canada

## Distribution
- Gilles Pelletier : Thomas Simard
- Monique Lepage : Catherine Simard
- Paul Hébert : Kevin McGuire
- Guy Nadon : Francis McGuire
- Mireille Deyglun : Mélanie Simard
- Louise Turcot : Marie-Andrée Laforêt
- Louise Marleau : Molly McGuire
- Béatrice Picard : Gertrude McGuire
- Jacques Thisdale : Pierre Lacroix
- Jean-Marie Lemieux : Gilles Ménard
- Mario Lirette : Martin Simard
- Claude Léveillée : Clément Simard
- Patricia Nolin : Dr Suzanne Mercier
- Jean Gascon : James O'Farrell
- Catherine Bégin : Dorothée
- Albert Millaire : Willie
- Louis Robitaille : Pierrot
- Yvon Barrette : Marc
- Doris Malcolm : Angie Mullen
- Charlotte Laurier : Diane Mercier
- Eddy Toussaint : Eddy Toussaint
- Robert Toupin : Jérôme
- Anne Bryan : Danielle
- Michelle Allen
- Jean-François Blanchard
- Raymond David
- Gilles Delcourt
- Denis Dubois
- Ronald France
- Georges Groulx
- Guy Hoffmann
- Lucie Lemay
- Luc Morissette
- Dyne Mousso
- Huguette Oligny
- Évelyne Régimbald
- Marcel Sabourin
- Gilbert Turp